# Samsung Galaxy J8
 Samsung Galaxy J8 là một điện thoại thông minh sử dụng hệ điều hành Android được phát triển bởi hãng công nghệ đến từ Hàn Quốc Samsung Electronics. Được công bố vào ngày 22 tháng 5 năm 2018 và phát hành cùng ngày với Galaxy J6 và Galaxy J4, J8 là một mẫu smartphone tầm trung và là sản phẩm kế thừa của Galaxy J7. Nó có thiết kế phần cứng và tính năng phần mềm tương tự như bản sao cao cấp của nó với cảm biến vân tay.

## Phần cứng
Samsung Galaxy J8 giống như một phiên bản tinh chỉnh có thiết kế phần cứng được giới thiệu trong Samsung Galaxy J6, nó có khung bằng polycarbonate tròn. Điện thoại thông minh này có chiều dài 159,2 mm (6,27 in), chiều rộng 75,7 mm (2,98 in) và độ dày 8,2 mm (0,32 in). Trên đỉnh thiết bị là camera phía trước có 16MP (F1.9) và camera kép ở đằng sau có 16 (F1.7) + 5MP (F1.9) Với các tùy chọn lấy nét trực tiếp, chế độ chân dung và làm mờ nền, gần và cảm biến ánh sáng xung quanh và đèn LED thông báo. Màn hình của Galaxy J8 lớn hơn các điện thoại khác trong cùng dòng ra mắt năm 2018, với tỷ lệ 6.0 inch (tỷ lệ màn hình so với thân máy là 66 inch), 1480 pixel, tỷ lệ 18,5: 9 (mật độ ~ 293 ppi) Super AMOLED màn hình, và kính cường lực Corning Gorilla Glass.